# Jhon Viáfara
Jhon Eduis Viáfara Mina (Robles, Valle del Cauca, Colombia, 27 de octubre de 1978) es un exfutbolista colombiano. Jugaba de mediocampista, es recordado por salir campeón con Once Caldas de la Copa Libertadores en 2004, incluso hasta anotó un gol en la final de vuelta. La Conmebol lo consideró como mejor jugador de América en 2004.
Actualmente se encuentra detenido en Estados Unidos, sindicado por narcotráfico.

## Trayectoria

### Deportivo Pasto y América de Cali
Comenzó su trayectoria profesional en el Deportivo Pasto, y luego pasó al América de Cali. 

### Once Caldas
Hizo parte del equipo campeón de la Copa Libertadores de 2004 con Once Caldas; marcó un gol en la final contra Boca Juniors, lo cual le dio la distinción de jugador del partido. A pesar de perder en la Copa Intercontinental 2004 ante el FC Oporto de Portugal anotó un penal, el 2-3 en la serie que cayeron por 8-7

### Europa
En 2005 pasó a jugar en la Premier League de Inglaterra con el Portsmouth Football Club. Tuvo un breve paso por la Real Sociedad. Regresó al fútbol inglés de la Premier League con Southampton F.C. donde jugó hasta 2008.

### La Equidad
En 2010 regresó a Colombia para ser parte del plantel de La Equidad, donde llega hasta la final del Torneo Apertura, en la cual caen contra Junior de Barranquilla.

### Junior
El Junior de Barranquilla lo contrató como refuerzo para la temporada 2011, en la cual jugó durante la Copa Libertadores de 2011 y el campeonato colombiano.
El jugador salió del plantel por diferencias con el técnico del equipo, Jorge Luis Pinto.

### Deportivo Pereira
A finales de junio de 2011, fue confirmado su traspaso en calidad de préstamo por un año al Deportivo Pereira, club colombiano de la Categoría Primera A. Sin embargo, tras el descenso del club a la Primera B, finaliza su contrato con la institución.

### Deportivo Cali
En el 2013 firmó contrato con el Deportivo Cali como último refuerzo de cara al segundo semestre.

## Problemas legales
El 2 de junio de 2011 se le suspendió su licencia de conducción por manejar en estado de embriaguez en Barranquilla, enfrentándose a los policías durante la prueba de alcoholemia. Posteriormente afirmó ante la prensa: “En cuanto a la licencia estoy tranquilo porque mi profesión es la de futbolista y no la de taxista”.
John Viáfara fue capturado en Cali, Colombia el 19 de marzo de 2019, y luego extraditado a los Estados Unidos en el año 2020; acusado de ser miembro de una red de narcotráfico del cartel denominado el Clan del Golfo y participar directamente en el tráfico de drogas entre 2008 y  2016. Según las autoridades colombianas, "Viáfara era el encargado de la ruta del Pacífico hacía México entre los nexos del Clan del Golfo y el Cartel de Sinaloa para transportar los estupefacientes en aeronaves y lanchas". El jugador no admitió los cargos presentados en su contra.

## Selección Colombia
Fue internacional con la Selección de fútbol de Colombia entre 2003 y 2010. Además Hizo parte de los planteles de la selección en las ediciones 2004 y 2007 de la Copa América. Y participó en las Eliminatorias a Alemania 2006 y Sudáfrica 2010

### Participaciones enCopas América
| Copa América           | Sede                   | Resultado              | PJ | GA | Asis |
| ---------------------- | ---------------------- | ---------------------- | -- | -- | ---- |
| Copa América 2004      | Perú                   | Cuarto lugar           | 6  | 0  | 0    |
| Copa América 2007      | Venezuela              | Fase de grupos         | 3  | 0  | 0    |
| Total en Copas América | Total en Copas América | Total en Copas América | 9  | 0  | 0    |

### Participaciones enEliminatorias al Mundial
| Eliminatoria                            | Sede del Mundial       | Posición               | Resultado              | PJ | GA | Asis |
| --------------------------------------- | ---------------------- | ---------------------- | ---------------------- | -- | -- | ---- |
| Eliminatorias Mundial de Alemania 2006  | Alemania               | 6°lugar 24pts          | Eliminado              | 10 | 0  | 1    |
| Eliminatorias Mundial de Sudáfrica 2010 | Sudáfrica              | 7°lugar 23pts          | Eliminado              | 2  | 0  | 0    |
| Total en Eliminatorias                  | Total en Eliminatorias | Total en Eliminatorias | Total en Eliminatorias | 12 | 0  | 1    |

### Goles internacionales
| # | Fecha     | Lugar                       | Rival | Gol | Resultado | Competición |
| - | --------- | --------------------------- | ----- | --- | --------- | ----------- |
| 1 | 25-3-2007 | Orange Bowl, Estados Unidos | Suiza | 0-1 | 0-1       | Amistoso    |

## Clubes
| Club                   | País       | Año         | Partidos | Goles |
| ---------------------- | ---------- | ----------- | -------- | ----- |
| Deportivo Pasto        | Colombia   | 1998 - 1999 | 44       | 2     |
| América de Cali        | Colombia   | 2000 - 2001 | 37       | 0     |
| Deportivo Pasto        | Colombia   | 2001        | 18       | 0     |
| Once Caldas            | Colombia   | 2002 - 2005 | 110      | 9     |
| Portsmouth F. C.       | Inglaterra | 2005 - 2006 | 14       | 1     |
| Real Sociedad          | España     | 2007        | 11       | 0     |
| Southampton            | Inglaterra | 2007 - 2008 | 76       | 6     |
| Once Caldas            | Colombia   | 2008 - 2009 | 49       | 3     |
| La Equidad             | Colombia   | 2010        | 35       | 5     |
| Junior                 | Colombia   | 2011        | 14       | 2     |
| Deportivo Pereira      | Colombia   | 2011        | 17       | 4     |
| La Equidad             | Colombia   | 2012        | 19       | 4     |
| Independiente Medellín | Colombia   | 2012 - 2013 | 36       | 2     |
| Deportivo Cali         | Colombia   | 2013 - 2014 | 43       | 2     |
| Águilas Doradas        | Colombia   | 2015        | 5        | 0     |

## Palmarés

### Campeonatos nacionales
| Título                | Club            | País     | Año  |
| --------------------- | --------------- | -------- | ---- |
| Primera B             | Deportivo Pasto | Colombia | 1998 |
| Primera División      | América de Cali | Colombia | 2000 |
| Torneo Apertura       | Once Caldas     | Colombia | 2003 |
| Torneo Apertura       | Once Caldas     | Colombia | 2009 |
| Superliga de Colombia | Deportivo Cali  | Colombia | 2014 |

### Torneos internacionales
| Título            | Club        | País     | Año  |
| ----------------- | ----------- | -------- | ---- |
| Copa Libertadores | Once Caldas | Colombia | 2004 |